# Mario Barth
Mario Barth (né le 1er novembre 1972 à Berlin) est un comédien allemand dont le sujet principal est la relation entre les hommes et les femmes.

## Biographie
Il est l'un des six enfants d'une famille catholique de Berlin-Mariendorf. Ils le placent dans une école religieuse de Neukölln et il est aussi enfant de chœur.
Il fait un apprentissage à Berlin chez Siemens dans le matériel électronique de télécommunications. Par ailleurs, il suit des cours de comédie où il rencontre des gens du métier comme Diether Krebs (de), Anka Zink (de), Thomas Hermanns. Il fait des apparitions dans les émissions de télévision NightWash (de) et Quatsch Comedy Club (de).
Début 2001, il monte son premier spectacle Männer sind Schweine, Frauen aber auch! (Les hommes sont des porcs, mais les femmes aussi !). En 2003, il a sa propre émission sur ProSieben keine ahnung? (Aucune idée ?).
Il est souvent l'invité de l'émission de comédie Schillerstraße (de) où il joue des personnages caractérisés par leurs professions, et dans le programme de RTL Television Typisch Frau – Typisch Mann.
Le 28 octobre 2005, il publie le DVD de son spectacle qui atteint les deux millions de vente.
Le 16 février 2006, il lance son nouveau programme Männer sind primitiv, aber glücklich! (Les hommes sont primitifs mais heureux !) pour lequel il reçoit le prix du meilleur programme au Deutscher Comedypreis. RTL produit une émission en décembre Mario sucht das Paradies (Mario cherche le paradis) dans laquelle il va à Dubaï, est cow-boy dans le Texas, pompier à Dallas, pilote d'avion de chasse à Hollywood en compagnie de Ralf Moeller.
Le 30 novembre 2007, RTL lui confie une nouvelle émission Mario Barth präsentiert.
En 2009, Mario Barth sort son premier film, une comédie, Männersache, s'inspirant de ses émissions de télévision.
Le 12 juillet 2008, il réunit 70 000 spectateurs lors d'une représentation au Stade olympique de Berlin. En introduction, il avait enregistré une chanson avec Paul Kuhn. En septembre, le DVD du spectacle sort et il présente l'émission Willkommen bei Mario Barth.
Il présente une compilation de ses trois spectacles qui sort en CD en mars 2010 et en septembre le DVD de ce troisième spectacle Männer sind peinlich, Frauen manchmal auch! (Les hommes sont pénibles, les femmes parfois aussi !).
En juin et juillet 2011, il fait une tournée des stades dont de nouveau le Stade Olympique. Fin octobre, il met en vente les places pour son nouveau spectacle Männer sind schuld, sagen die Frauen (C'est de la faute des hommes, disent les femmes). 150 000 places sont vendues la première semaine.

## Œuvre

### Discographie

#### Singles
- 2008 : Mensch Berlin (avec Paul Kuhn)
- 2010 : Ick liebe Dir (feat. Sido)

#### Albums
- 2003 : Männer sind Schweine, Frauen aber auch!
- 2004 : Langenscheidt Deutsch – Frau / Frau – Deutsch
- 2006 : Männer sind primitiv, aber glücklich!
- 2009 : Männersache
- 2009 : Männer sind peinlich, Frauen manchmal auch!
- 2010 : Langenscheidt Frau - Deutsch / Deutsch - Frau 2 für Fortgeschrittene
- 2012 : Männer sind schuld, sagen die Frauen!

## DVDs
- 2005 : Männer sind Schweine, Frauen aber auch!
- 2007 : Männer sind primitiv, aber glücklich!
- 2008 : Die Weltrekord-Show: Männer sind primitiv, aber glücklich!
- 2009 : Männersache
- 2010 : Männer sind peinlich, Frauen manchmal auch!
- 2011 : Stadion-Tour 2011

## Filmographie
- 2009 : Männersache
- 2011 : Blutzbrüdaz

## Source, notes et références
1. ↑  (de) « Mario Barth : Tour 2012 verkauft 150.000 Tickets in einer Woche », sur musikmarkt.de via Wikiwix (consulté le 13 octobre 2023).

- (de) Cet article est partiellement ou en totalité issu de l’article de Wikipédia en allemand intitulé « Mario Barth » (voir la liste des auteurs).